# インスタント・ファミリー 〜本当の家族見つけました〜
『インスタント・ファミリー 〜本当の家族見つけました〜』（インスタントファミリー ほんとうのかぞくみつけました、Instant Family）は2018年のアメリカ合衆国のコメディ映画。監督はショーン・アンダース、出演はマーク・ウォールバーグとローズ・バーンなど。アンダース監督が3人の子供を養子にした際の実体験から着想を得た作品である。
日本国内で劇場公開されなかったが、2019年6月19日にDVDが発売された。

## ストーリー
ある日、ワグナー夫妻（ピートとエリー）は親戚から「君たちは子供を授からないだろう」と言われてしまった。慌てた2人は養子縁組の制度に飛びつき、ソーシャルワーカー（カレンとシャロン）の斡旋で養子候補の子供たちと面会することにした。当初、2人は幼い子供1人を養子にすることを望んでおり、10代の子供を養子にする気は毛頭なかった。ところが、エリーは養子候補の1人（リジー）が放った「大人たちは10代の子供を養子にしようとしないんだ」という言葉に衝撃を受け、リジーとその弟妹（フアンとリタ）を養子に迎えることにした。
夫妻は3人と家族になるべく奮闘することになったが、一から家族の絆を構築していくのは想像以上の困難を伴う作業であった。フアンとリタと打ち解けることができたものの、反抗期真っ盛りのリジーはなかなか心を開かなかったのである。そんな折、3人の実母が出所することになったとの知らせが届いた。

## キャスト
※括弧内は日本語吹替
- ピート・ワグナー: マーク・ウォールバーグ（小松史法） - リフォーム会社を経営。41歳。
- エリー・ワグナー: ローズ・バーン（松井茜） - ピートの妻。夫と会社を共同経営。インテリアデザイナー。
- リジー: イザベラ・モナー（丸山有香） - 長女。15歳。成績優秀だが反抗期真っ最中で今どきな性格。
- フアン: グスタヴォ・キロース - 長男。大人しく臆病。
- リタ: ジュリアナ・ガミッツ - 次女。とてもわがままで奔放。中々里親が決まらなかった原因である。
- カレン: オクタヴィア・スペンサー（水野ゆふ） - ソーシャルワーカー。率直。明るい性格。
- シャロン: ティグ・ノタロ（英語版） - ソーシャルワーカー。慎重。
- サンディ・ワグナー: マーゴ・マーティンデイル（桜木可奈子） - ピートの母親。
- ジャン: ジュリー・ハガティ - エリーの母親。
- キム: アリン・レイチェル（英語版） - エリーの妹。エリーと何かと対立。
- ラス: トム・セグラ（英語版） - キムの夫。
- ジェリー: マイケル・オキーフ - エリーの父親。
- リンダ: ブリトニー・レンチュラー - エリーの姉。
- ジム: ジョディ・トンプソン - リンダの夫。
- オクトーバー: イライザ・シュレジンジャー（英語版） - スポーツ選手になれる子を養子に希望している独身女性。
- ミセス・ハワード: ジョーン・キューザック - ワグナー家の隣人。
- ブレンダ・フェルナンデス: イヴ・ハーロウ（英語版） - 様々な依存症を患う若い女性。フェルナンデス家の養女。
- スチュワート: チャーリー・マクダーモット - ピートの同僚。

## 製作
2017年11月、ショーン・アンダース監督の新作映画にマーク・ウォールバーグとローズ・バーンが出演することになったと報じられた。2018年2月、イザベラ・モナー、オクタヴィア・スペンサー、ティグ・ノタロの出演が決まった。3月、本作の主要撮影がジョージア州アトランタで始まった。

## 公開・マーケティング
当初、本作は2019年2月15日に公開される予定だったが、後に公開日は2018年11月16日に前倒しされた。
2018年9月5日、本作のファースト・トレイラーが公開された。本作は2018年11月11日にロサンゼルスでプレミア上映される予定だったが、同市の近郊で発生した大規模な山火事が原因で取りやめとなった。パラマウント映画は被災者を励ますために、避難所で本作の特別上映を行った。

## 主な挿入曲
- ウイングス 「幸せのノック」
- ジョージ・ハリスン 「美しき人生」
- スターシップ 「愛はとまらない」
- サイプレス・ヒル 「Insane in the Brain」
- バウハウス 「Third Uncle」
- イザベラ・モナー 「I'll Stay」

## 興行収入
本作は『ロスト・マネー』及び『ファンタスティック・ビーストと黒い魔法使いの誕生』と同じ週に封切られ、公開初週末に1800万ドル前後を稼ぎ出すと予想されていたが、実際の数字はそれを下回るものとなった。2018年11月18日、本作は全米3286館で全米公開され、公開初週末に1450万ドルを稼ぎ出し、週末興行収入ランキング初登場4位となった。

## 評価
本作は批評家から好意的に評価されている。映画批評集積サイトのRotten Tomatoesには64件のレビューがあり、批評家支持率は78%、平均点は10点満点で6.6点となっている。サイト側による批評家の見解の要約は「『インスタント・ファミリー 〜本当の家族見つけました〜』は現実における養子縁組の複雑さを掴み損なっているかもしれないが、そこには確かな絆が描かれている。欠点はあるものの、善意で製作された同作は映画館での鑑賞に値するものである。」となっている。また、Metacriticには22件のレビューがあり、加重平均値は58/100となっている。なお、本作のCinemaScoreはAとなっている。